# Spedizione di Allemand del 1805
La Spedizione di Allemand del 1805, detta anche Escadre invisible (in italiano squadrone invisibile), fu una spedizione di forze marittime francesi nel corso delle Guerre napoleoniche nell'Oceano Atlantico.

## Campagna di Trafalgar
Nel marzo del 1805, la flotta francese del Mediterraneo salpò da Tolone al comando del viceammiraglio Pierre-Charles Villeneuve per una crociera nelle Indie Occidentali, per poi riunirsi alla flotta dell'Atlantico di base a Brest. Assieme queste flotte compirono delle operazioni nel Canale della Manica, scacciandone le navi della Royal Navy e permettendo così i preparativi dell'invasione del Regno Unito pianificata da Napoleone. Giungendo in Martinica il 14 maggio, Villeneuve attese i rinforzi dalla flotta dell'Atlantico per essere poi informato il 2 giugno che questi non erano riusciti a lasciare il porto d'origine. Malgrado i ripetuti ordini alla flotta dell'Atlantico di salpare alla volta della Martinica, il viceammiraglio Honoré Ganteaume non riuscì a uscire da Brest. La sua flotta rimase nel porto per il resto della campagna. Il 7 giugno Villeneuve seppe dell'arrivo dai Caraibi della flotta inglese del Mediterraneo al comando del viceammiraglio Lord Nelson e salpò velocemente alla volta dell'Europa, riparando poi nel porto spagnolo di Vigo dopo uno scontro il 22 luglio con la flotta inglese di Sir Robert Calder alla Battaglia di Capo Finisterre, nella quale due delle sue navi vennero catturate. Nella successiva campagna primaverile, sia Nelson che Calder fecero ritorno in Gran Bretagna, lasciando solo squadroni relativamente piccoli lungo le coste francesi e spagnole.
Malgrado i ritardi nei suoi piani, Napoleone aveva fatto pressione per i preparativi nella campagna della Manica: un esercito di 200 000 uomini venne ammassato a Boulogne pronto per l'invasione, ed ulteriori ordini continuavano a pervenire a Villeneuve ed a Ganteaume in merito. Anche lo squadrone di Rochefort, guidato dal contrammiraglio Zacharie Allemand, ebbe l'ordine di salpare. Lo squadrone di Allemand era composto dalla Majestueux (120 cannoni), da tre altre navi di linea e da diversi tra navi e bricchi, costituendo così una certa forza utile in qualsiasi scontro. Ad Allemand venne ordinato di portarsi presso la costa meridionale della Cornovaglia, in attesa che le flotte combinate di Villeneuve e Ganteaume discendessero la Manica. Se questa forza non fosse stata in grado di risalire il canale, Allemand ebbe eventualmente l'ordine di ripiegare sulla Baia di Biscaglia per portarsi al fianco di Villeneuve e con lui partire per delle operazioni di razzia nell'Atlantico per distrarre la marina inglese e danneggiare il commercio del Regno Unito sull'oceano.

### La Baia di Biscaglia
Allemand salpò da Rochefort il 16 luglio mentre lo squadrone del contrammiraglio Charles Stirling si trovava fuori dalla sua posizione. Il 17 luglio, lo squadrone catturò il bricco inglese HMS Ranger (24 cannoni). La ciurma della Ranger aveva visto avvicinarsi i francesi da lunga distanza ma il comandante Charles Coote, notando che la cattura della nave era ormai imminente, diede ordine ai suoi di danneggiare la nave al massimo così da impedirne l'uso ai francesi. Allemand venne pertanto costretto a bruciare la Ranger sul posto e tutti gli uomini dell'equipaggio a bordo divennero prigionieri di guerra dei francesi. Allemand successivamente raggiunse la propria postazione al largo di The Lizard, il giorno successivo alla cattura della Ranger. Qui attese invano l'arrivo della flotta di Ganteaume, che non partì mai da Brest. Seguendo le istruzioni ricevute, Allemand salpò alla volta della Baia di Biscaglia dove incontrò la flotta di Villeneuve. Passò il 22 luglio nella regione di Capo Finisterre. La notizia della presenza di Allemand in loco raggiunse Villeneuve all'inizio di agosto ed il 5 agosto egli inviò la fregata HMS Didon alla ricerca dello squadrone di Rochefort .La Didon venne seguita il 9 agosto dal resto della flotta (29 navi di linea oltre a fregate e corvette). Villeneuve navigò lungo la costa spagnola ancorando al villaggio di Zerez, presso Ferrol, il 10 agosto e se ne partì il giorno successivo in direzione ovest-nordovest. Il 13 agosto la flotta venne individuata dalle fregate HMS Iris sotto il comando del capitano Edward Brace e dalla HMS Naiad sotto il comando del capitano Thomas Dundas, le quali vennero costrette a fuggire perdendo la vista del nemico il 14 agosto in quanto la flotta di Villeneuve proseguiva verso nordovest.
Mentre Villeneuve era ancora alla ricerca di Allemand, lo squadrone di Rochefort passava a sud della costa spagnola alla ricerca di Villeneuve, ancorando a Vigo il 16 agosto senza aver visto una sola nave francese. Villeneuve non aveva lasciato istruzioni a Vigo per lo squadrone di Rochefort ed Allemand era incerto sul da farsi. Una delle fregate di Villeneuve, nel frattempo, aveva individuato una nave danese che disse di aver visto 25 navi inglesi di linea, in caccia attiva nella zona delle due flotte. Quando la sera del 14 agosto le vedette di Villeneuve's individuarono la HMS Dragon al comando del capitano Edward Griffiths, la fregata HMS Phoenix e la Didon ormai catturata dagli inglesi, ad ovest, l'ammiraglio francese presunse che queste dovevano essere solo un'avanguardia della flotta inglese e si portò a sud. Queste navi erano però in realtà le uniche forze inglesi nella regione. La nave danese contattata dai francesi aveva deliberatamente ricevuto false informazioni da parte degli inglesi così da impaurire eventualmente i nemici e farli desistere dall'attaccare.
Passando Vigo, Villeneuve si pose di base a Cadice il 20 agosto. Abbandonando i suoi sforzi di raggiungere il Canale della Manica, Villeneuve stava de facto abbandonando l'intera strategia d'invasione dell'Inghilterra e lo stesso Napoleone finì per abbandonare il progetto, riportando l'esercito da Boulogne al confine austriaco. Senza istruzioni dai suoi superiori e senza idea di dove si trovasse la flotta francese, Allemand trascorse gran parte del mese di agosto al largo delle coste spagnole per poi decidere di dedicarsi a razziare i mercantili inglesi in zona.

## Il convoglioCalcutta
La minaccia posta in essere dalle flotte di Brest e di Cadice era un continuo stress per la Royal Navy, dove i convogli di scorta erano spesso troppo deboli. Come risultato, molti mercanti decidevano di agire autonomamente nella Baia di Biscaglia ed Allemand riuscì pertanto a incontrarne e catturarne tre durante il suo viaggio verso nord. Dai prigionieri delle tre navi, l'ammiraglio francese seppe che un grande convoglio era in arrivo dalle Indie Occidentali, protetto da una sola nave di linea, la HMS Illustrious. Questa ricca preda sarebbe senz'altro stata un grande successo per Allemand e pertanto il suo squadrone iniziò ad anticipare i movimenti del nemico dal settembre del 1805.
Alle 12:00 del 25 settembre alle coordinate 49°30′N 9°00′W, la fregata francese Armide, parte dello squadrone di Allemand, individuò le navi a sudest. Portandosi più vicina per investigare, queste navi vennero individuate essere un piccolo convoglio inglese, non la forza che ci si aspettava al comando della Illustrious ma bensì un altro convoglio proveniente da Sant'Elena e composto dalla nave Indus, due baleniere, tre piccoli mercantili, dal vascello mercantile Brothers e dalla HMS Calcutta (50 cannoni). Il convoglio era partito da Sant'Elena con sette navi il 3 agosto e procedette velocemente sino al 14 settembre quando venne raggiunto dal Brothers. Il Brothers era una nave pesante e pertanto l'intero convoglio di Sant'Elena si ritrovò rallentato. Quando la Calcutta avvistò delle navi a nordovest, il capitano Daniel Woodriff non si allarmò subito in quanto si attendeva rinforzi dal convoglio della Illustrious che sarebbe giunto nella medesima direzione e pensò che si trattasse di quelle navi.
Alle 12:00, Woodriff però realizzò che le navi che si stavano avvicinando erano francesi in quanto non avevano riconosciuto il segnale inviato per suo ordine a fini identificativi. Con la prima priorità di proteggere il suo convoglio, Woodriff inviò un messaggio urgente alla Indus, la più grande e la più forte delle navi mercantili del convoglio, così che si portasse a tutta velocità verso est al fine di salvarsi. Col suo carico prezioso lontano dai francesi,  Woodriff persuase il capitano della Brothers a salpare a nord mentre egli si sarebbe dedicato direttamente ai francesi e li avrebbe portati verso sud, lontani dal convoglio, così da proteggere poi anche il convoglio della Illustrious. Quando i mercantili si furono allontanati, Woodriff orientò la Calcutta verso la fregata francese Armide che stava puntando il suo vascello. L’Armide era però più veloce della Calcutta e riuscì rapidamente a passare di lato aprendo una bordata di cannoni contro la nave che la Calcutta alle 15:00 restituì senza particolari effetti. Le due navi continuarono a fronteggiarsi per un'ora sino a quando l’Armide, pesantemente danneggiata, non decise di ritirarsi nelle retrovie dello squadrone francese.
Alle 17:00, la nave di linea francese Magnanime venne avvistata. La Calcutta continuava a navigare verso sud, rimanendo alla testa del suo squadrone, ma non a sufficiente distanza da poter evitare il fuoco della Magnanime. Realizzando che la sua nave sarebbe stata prima o poi catturata, Woodriff rivolse la Calcutta vers ola Magnanime nella speranza di danneggiarla a sufficienza prima che la nave successiva, la fregata Thétis potesse unirsi allo scontro. Il capitano Pierre-François Violette a bordo della Magnanime si preparò allo scontro con la Calcutta e ben presto le due navi iniziarono a scambiarsi furiose bordate a corto raggio. Nel giro di 45 minuti era chiaro che l'intento di Woodriff non aveva avuto l'esito sperato. La più grande e potente Magnanime inflisse tali danni alla nave inglese che questa non fu in grado nemmeno di compiere le manovre necessarie per la fuga. Di fronte alla sconfitta inevitabile Woodriff decise di ammainare la bandiera e di arrendersi al nemico. Sebbene la Calcutta fosse stata pesantemente danneggiata, il suo scafo era ancora in ottime condizioni, come pure la sua ciurma che aveva avuto solo 6 morti e 6 feriti. Le perdite francesi furono minime anche se la Armide venne costretta a sottoporsi a delle riparazioni prima di tornare nuovamente in servizio. La Brothers venne catturata: la corvetta Sylphe riuscì ad avere la meglio sul mercantile che si arrese senza combattere.

## I raid
La resistenza di Woodriff ebbe un'importante quanto indiretto effetto sulla flotta di Allemand. Nel riportare lo squadrone a sud, Woodriff spostò le navi francesi dal tragitto del convoglio della Illustrious. Nello scontro successivo la Calcutta distrasse le forze francesi così che il convoglio riuscì a passare senza incontrare le forze nemiche. Con l'obbiettivo mancato, Allemand completò le riparazioni della Calcutta ormai catturata e la riempì di uomini del suo squadrone, aggiungendo così una nave alle sue forze. Allemand, sapendo che la propria posizione sarebbe stata ben presto scoperta, salpò dall'Atlantico settentrionale verso la costa del Nord Africa evitando di incontrare le forze inglesi. Qui Allemand ancorò per qualche tempo all'isola spagnola di Tenerife, dove fu in grado di riparare e rifornire il suo squadrone prima di imbarcarsi nuovamente in mare.
Altrove, la campagna di Trafalgar raggiunse il proprio apice il 21 ottobre 1805, quando la flotta di Villeneuve venne intercettata in mare al largo di Cadice dalla flotta di Nelson e distrutta nella Battaglia di Trafalgar, dove francesi e spagnoli persero 17 delle 30 navi di linea impegnate nell'operazione. La flotta inglese non perse una singola nave, ma il costo della vittoria fu altissimo: Lord Nelson, vincitore delle quattro principali battaglie negli otto anni precedenti, venne ucciso al picco del combattimento da una palla di fucile. I sopravvissuti delle flotte combinate fuggirono, ritornando perlopiù a Cadice. Ad ogni modo, quattro navi francesi si distanziarono durante lo scontro senza fare ritorno, fuggendo verso la Baia di Biscaglia sotto il comando del contrammiraglio Pierre Dumanoir le Pelley. Tra le navi inglesi incaricate di dare la caccia alle navi dello squadrone di Rochefort vi era uno squadrone al comando del contrammiraglio Sir Richard Strachan a bordo della HMS Caesar, composto da cinque navi di linea e da due fregate. Il 2 novembre, la fregata HMS Phoenix, che pure aveva avuto l'ordine di cercare le navi di Allemand, scoprì quattro navi francesi presso Capo Finisterre. Non a conoscenza degli eventi di Trafalgar e presumendo che tali navi fossero parte delle forze di Allemand, il capitano Dundas cercò di adescarle verso lo squadrone di Strachan, che sapeva essere in quella stessa area. Dundas riuscì a provocare Dumanoir nella sua fregata e due giorni dopo, il 4 febbraio, Strachan fu in grado di porre battaglia allo squadrone, catturando tutte e quattro le navi nemiche nella Battaglia di Cabo Ortegal.
Il traffico commerciale inglese lungo le coste africane poté continuare tranquillamente, punto che aveva seriamente preoccupato la madrepatria in quanto nell'area erano attesi due importanti convogli: uno estremamente fondamentale proveniva dall'India ed era diretto in Inghilterra con a bordo il maggiore generale Sir Arthur Wellesley, oltre a delle forze di spedizione al comando dell'ammiraglio Sir Home Riggs Popham per la pianificazione di un'invasione del Sudafrica. Entrambi questi convogli ad ogni modo riuscirono ad evitare le forze di Allemand. Il 20 novembre, con sempre meno rifornimenti, Allemand attaccò un convoglio di sette navi salpato dalla Gran Bretagna e diretto a Gorée, al suo passaggio presso le Isole Selvagge. Anche se questo attacco ebbe successo, Allemand non fu in grado di evitare la fuga della scorta del convoglio, il bricco HMS Lark (18 cannoni) al comando del comandante Frederick Langford. Langford incontrò il suo obbiettivo il 26 novembre successivo, unendosi alla HMS Agamemnon, una delle navi che componevano lo squadrone del viceammiraglio Sir John Thomas Duckworth. Duckworth aveva, col suo sottoposto contrammiraglio Thomas Louis, ordinato di mantenere il blocco a Cadice nel caso il resto della flotta franco-spagnola avesse cercato di ancorarsi in loco. L'incarico era snervante ed inattivo e per questo Duckworth si era immediatamente allontanato dal proprio posto per nuovi attacchi ad Allemand, lasciando a Cadice due sole fregate di guardia.
Allemand era cosciente del rischio corso nel lasciar andare la Lark, e si trovava già diverse miglia a nord quando Duckworth gli si presentò a sud. Battagliare con Duckworth o con qualsiasi altro squadrone inglese non avrebbe portato ad alcun beneficio concreto e pertanto Allemand si diresse diretto in francia, raggiungendo Rochefort senza altri incidenti il 23 dicembre. Duckworth continuò verso sud per gran parte del mese di dicembre del 1805, raggiungendo l'Isola di Capo Verde, molto lontano rispetto a dove stava operando Allemand. Accettando il fatto che il nemico ormai gli fosse sfuggito, Duckworth tornò a nord incontrando la HMS Arethusa al comando del capitano Charles Brisbane, il cui grande convoglio era stato fiaccato dai francesi nella Baia di Biscaglia. Il 26 dicembre, Duckworth incontrò un grande squadrone di notevoli dimensioni, ma non fu fino all'ultimo che comprese che quello non era lo squadrone di Allemand, bensì quello del contrammiraglio Jean-Baptiste Willaumez, inviato da Brest con un'altra forza sotto il contrammiraglio Corentin Urbain Leissègues il 15 dicembre per iniziare la Campagna dell'Atlantico del 1806, un'operazione su vasta scala ispirata al successo della spedizione di Allemand. Anche se Willaumez fu in grado di sfuggire a Duckworth, questa caccia perdurò tanto che lo squadrone di Duckworth venne costretto a rifornirsi a St Kitts nelle Indie Occidentali per mancanza di rifornimenti. Qui lo raggiunse la notizia che Leissègues era stato avvistato a Santo Domingo e pertanto si portò in loco per investigare, annientando lo squadrone francese nella Battaglia di Santo Domingo del febbraio del 1806.

## Conseguenze
Le autorità della marina francese considerarono l'operazione di Allemand un vero e proprio successo. Oltre alla Ranger ed alla Calcutta, Allemand aveva catturato il cutter Dove e 43 mercantili, tra cui la Brothers. Ad eccezione della Calcutta, tutte le navi catturate vennero bruciate ed i loro prigionieri trasferiti a bordo dello squadrone francese, per un totale di 1200 uomini. Con perdite minime, Allemand era riuscito a sferrare un duro colpo al commercio inglese nell'Atlantico complicando così anche l'arrivo di risorse per la Royal Navy. La Calcutta venne inclusa nelle navi della marina francese e venne ricaricata a 50 cannoni. Servì per tre anni prima di venire distrutta nel corso della Battaglia di Basque Roads nell'aprile del 1809. I suoi ufficiali inglesi vennero poi scambiati con altri ufficiali francesi.
In Francia, Allemand venne osannato per il successo della sua operazione, in particolare perché poi sia Leissègues che Willaumez saranno un fallimento nella campagna del 1806. Rimase nell'Atlantico con la sua flotta per i successivi due anni e nel 1808 riuscì a condurre una nuova operazione fruttuosa nell'oceano, portando dei rifornimenti attesi alla flotta del Mediterraneo a Tolone. Nel 1809 tornò a Brest per assister eil comandante della flotta locale, intrappolato presso Île-d'Aix. Successivamente comandò la flotta alla sconfitta della Battaglia di Basque Roads. I suoi capitani vennero ricompensati ma negli anni successivi subirono pesanti sconfitte: il capitano Éléonore-Jean-Nicolas Soleil al comando di uno squadrone inviato nelle Indie Occidentali venne distrutto nella Baia di Biscaglia durante l'Azione del 25 settembre 1806, mentre il capitano Amable-Gilles Troude guidò un grande squadrone verso le Indie Occidentali all'inizio del 1809, venendo sconfitto in una battaglia al largo delle Îles des Saintes.

## Ordine di battaglia
| Majestueux           | 120 | Contrammiraglio Zacharie Allemand Capitano Etienne-Joseph Willaumez |                                                                           |
| Magnanime            | 74  | Capitano Pierre-François Violette                                   | Combattendo con la Calcutta, ebbe danni moderati.                         |
| Jemmapes             | 74  | Capitano Jean-Nicolas Petit                                         |                                                                           |
| Suffren              | 74  | Capitano Aimable Gilles Troude                                      |                                                                           |
| Lion                 | 74  | Capitano Éléonore Jean Nicolas Soleil                               |                                                                           |
| Calcutta             | 50  |                                                                     | Catturata il 26 settembre e rimasta in servizio nello squadrone francese. |
| Armide               | 40  | Louvel                                                              | Combattendo con la Calcutta, ebbe danni moderati.                         |
| Gloire               | 40  | Comandante Bonamy                                                   |                                                                           |
| Thétis               | 36  | Tenente Baudoin                                                     |                                                                           |
| Sylphe               | 16  | Langlois                                                            |                                                                           |
| Palinure             | 16  | Jance                                                               |                                                                           |
| Fonte: James, p. 148 |     |                                                                     |                                                                           |